# Vorgezogene Neuwahl
Eine vorgezogene Neuwahl ist eine Wahl nach der Auflösung eines Parlaments im Zuge der vorzeitigen Beendigung der Legislaturperiode.

## Voraussetzung
Die meisten Staaten haben eine Vorgehensweise zum Auflösen des Parlaments in der Verfassung geregelt. In vielen kann dies das Staatsoberhaupt unter bestimmten Voraussetzungen veranlassen. In manchen Ländern kann sich aber auch das Parlament selbst auflösen, in anderen kann dies auch das Volk herbeirufen. Einige Demokratien, wie Norwegen, die Schweiz und in die USA, kennen vorgezogene Neuwahlen hingegen nicht.

## Beispiele in einzelnen Ländern

### Deutschland

#### Bundesebene
| Vorgezogene Bundestagswahlen                                                            |
| --------------------------------------------------------------------------------------- |
| - Bundestagswahl 1972 - Bundestagswahl 1983 - Bundestagswahl 2005 - Bundestagswahl 2025 |

Das Grundgesetz sieht zwei Möglichkeiten vor, die zu vorgezogenen Neuwahlen führen können: Nach Art. 68 Abs. 1 kann der Bundespräsident den Bundestag auf Vorschlag des Bundeskanzlers innerhalb von 21 Tagen auflösen, sofern dieser bei einer Vertrauensfrage keine Mehrheit im Parlament gefunden hat. Im Falle eines erfolgreichen konstruktiven Misstrauensvotums erlischt das Recht zur Auflösung des Bundestages. Wird ein Bundeskanzler gemäß Art. 63 Abs. 4 mit relativer, aber nicht mit absoluter Mehrheit der Mitglieder des Bundestages gewählt, so kann der Bundespräsident den Bundestag ebenfalls auflösen. Ein Selbstauflösungsrecht des Bundestages gibt es nicht, wird aber diskutiert. Löst der Bundespräsident den Bundestag auf, so müssen nach Art. 39 Abs. 1 Satz 3 Grundgesetz Neuwahlen innerhalb von 60 Tagen stattfinden. In der preußischen Verfassung von 1850 sollten die 60 Tage dem Bestreben des Königs Grenzen setzen und ihn davon abhalten, das Parlament aufzulösen, ohne eine baldige Neuwahl anzusetzen.
Die erste vorgezogene Bundestagswahl in der Geschichte der Bundesrepublik Deutschland war die Bundestagswahl 1972. Vorausgegangen war ein Misstrauensvotum gegen Willy Brandt im April 1972, bei dem, falls es konstruktiv ausgegangen wäre, Rainer Barzel (CDU) zum Bundeskanzler gewählt worden wäre. Es scheiterte an zwei fehlenden Stimmen. Dabei war mindestens die Stimme gegen Barzel von Julius Steiner (CDU) durch das Ministerium für Staatssicherheit (MfS) gekauft worden (Steiner-Wienand-Affäre). Trotz der erfolgreichen Abstimmung besaß die Koalition keine handlungsfähige Mehrheit mehr, sodass Bundespräsident Gustav Heinemann nach einer negativ beantworteten Vertrauensfrage Brandts den Bundestag auflöste.
1982 löste sich mitten in der Legislaturperiode die FDP aus der sozialliberalen Koalition, um eine Regierung mit der CDU zu bilden. Helmut Kohl wurde zum Bundeskanzler gewählt. Eine Neuwahl des Bundestages sollte die neue Koalition legitimieren. Die Koalition wählte die gescheiterte Vertrauensfrage zur Herbeiführung der Neuwahlen. Über die Vertrauensfrage stimmte das Parlament am 17. Dezember 1982 ab. Obwohl erst am Tag zuvor der gemeinsame Bundeshaushalt für 1983 beschlossen worden war, sprach das Parlament dem Kanzler das Vertrauen nicht aus. Nach heftigen Diskussionen über die Verfassungsmäßigkeit dieses Vorganges entschied sich der Bundespräsident Karl Carstens dafür, die Auflösung des Bundestages anzuordnen und Neuwahlen für den 6. März 1983 auszuschreiben. Die Bundestagswahl vom 6. März 1983 konnte die CDU/CSU klar für sich entscheiden, die FDP blieb trotz innerparteilicher Auseinandersetzungen und schwerer Verluste Koalitionspartner.
Unmittelbar nach der Wahlniederlage der SPD bei der Landtagswahl in Nordrhein-Westfalen 2005 kündigte der Bundes- und Fraktionsvorsitzende Franz Müntefering eine Neuwahl an. Er begründete dies damit, dass das Vertrauen der Bevölkerung in die rot-grüne Bundesregierung nicht mehr erkennbar sei. Bundeskanzler Gerhard Schröder richtete die Vertrauensfrage an das Parlament, das ihm mit dem Votum vom 1. Juli 2005 das Vertrauen vorenthielt. Anschließend schlug der Kanzler Bundespräsident Horst Köhler die Auflösung des Bundestags vor. Dieser löste am 21. Juli 2005 den 15. Deutschen Bundestag auf und ordnete die Neuwahl an. Die Verfassungsmäßigkeit dieses Verfahrens wurde wie 1982 in Frage gestellt, wurde aber vom Bundesverfassungsgericht als verfassungskonform bestätigt. Bei der Bundestagswahl 2005 am 18. September 2005 verlor die rot-grüne Koalition ihre Mehrheit.
In Folge des Bruchs der Ampelkoalition 2024 löste Bundespräsident Frank-Walter Steinmeier am 27. Dezember 2024 den Bundestag auf und verkündete eine Neuwahl für den 23. Februar 2025.

#### Landesebene
Auf Landesebene ist, anders als auf Bundesebene, auch die Möglichkeit der Selbstauflösung des Parlaments verbreitet.
Beispiele für vorgezogene Neuwahlen auf Landesebene waren die Bürgerschaftswahlen in Hamburg im Dezember 1982, 1987, 1993, 2004 und 2011, die Wahl zur Stadtverordnetenversammlung von Groß-Berlin 1948, die Wahlen zum Berliner Abgeordnetenhaus 1950, 1981, 1990 und 2001, die Landtagswahl in Hessen 2009 sowie die Landtagswahl in Niedersachsen 2017. Die Landtagswahl in Schleswig-Holstein 2012 war die zweite vorgezogene Neuwahl in Folge, nachdem bereits für die Landtagswahl 2009 aufgrund einer Vertrauensfrage des Ministerpräsidenten der Landtag vor dem regulären Ablauf der Legislaturperiode aufgelöst wurde. Auch die Landtagswahl 1988 war eine vorgezogene Neuwahl.

### Vereinigtes Königreich
Im Vereinigten Königreich löst der König das Unterhaus (House of Commons) auf Vorschlag des Premierministers auf, spätestens jedoch etwa 5 Jahre nach der vorherigen Wahl. Die Neuwahlen finden innerhalb von 25 Arbeitstagen nach der Auflösung des Parlaments statt, weshalb historisch gesehen vorgezogene Neuwahlen im Vereinigten Königreich sehr häufig sind, da sie der Premierminister typischerweise dann in die Wege leitet, wenn es aufgrund der politischen Stimmung und Umfragen so erscheint, als könne seine Partei die Neuwahlen für sich entscheiden.
Die folgenden Wahlen wurden durch eine freiwillige Entscheidung der Regierung weniger als vier Jahre nach der vorherigen Wahl anberaumt:
- Dezember 1923: Obwohl die Konservativen (Tories) nach dem Sieg von Bonar Law bei der Unterhauswahl am 15. November 1922 eine Mehrheit im Unterhaus gewonnen hatten, rief Stanley Baldwin ein Jahr später eine Wahl aus. Die Tories erhielten 258 von 616 Mandaten (nach 344 bei der Wahl 1922). Baldwin trat 1924 zurück. Ramsay MacDonald bildete toleriert von der Liberalen Partei die erste Labour-Minderheitsregierung des Landes und wurde Premierminister.
- 1931: Weil seine Regierung über den Umgang mit der Weltwirtschaftskrise gespalten war, bot MacDonald dem König im August 1931 seinen Rücktritt an. Stattdessen wurde er überredet, mit den Konservativen und Liberalen eine nationale Regierung zu bilden. Labour schloss ihn deshalb aus der Partei aus. Das Kabinett beschloss daraufhin eine vorgezogene Neuwahl. Die Tories erhielten 55 % der Stimmen und 470 von 615 Sitzen; Labour nur 46 Sitze (nach 287 Sitzen 1929).
- Wahl am 25. Oktober 1951: Clement Attlee bewirkte (nur 20 Monate nach der letzten Wahl) diese Wahl, um die Unterhaus-Mehrheit seiner Regierung zu erhöhen, die bei der Unterhauswahl am 23. Februar 1950 auf nur fünf Sitze reduziert worden war. Winston Churchill kehrte mit einer Mehrheit von 17 Unterhaus-Sitzen an die Regierung zurück.
- 1955: Nachdem Winston Churchill im April 1955 in den Ruhestand getreten war, übernahm Anthony Eden das Amt und bewirkte sofort eine vorgezogene Neuwahl, um ein Mandat für seine Regierung zu erhalten.
- 1966: Harold Wilson berief die Wahl siebzehn Monate nach dem knappen Sieg von Labour bei der Parlamentswahl von 1964. Die Regierung hatte eine kaum funktionierende Mehrheit von vier Sitzen gewonnen, die nach der Nachwahl von Leyton im Januar 1965 auf zwei reduziert worden war. Labour gewann 1966 eine Mehrheit von 98 Sitzen.
- Februar 1974: Premierminister Edward Heath bewirkte in einer wirtschaftlich schwierigen Situation (im März 1973 war das Bretton-Woods-System, ein System fast starrer Wechselkurse, zusammengebrochen und im Oktober hatte eine Ölpreiskrise begonnen) eine vorgezogene Neuwahl. Labour erhielt vier Sitze mehr als die Konservativen. Harold Wilson wurde (wie schon 1964 bis 1970) Premierminister.
- Oktober 1974: Labour erhielt 319 von 635 Sitzen, eine knappe Mehrheit.
- 3. Mai 1979 Premierminister James Callaghan (Labour) hatte am 28. März 1979 ein Misstrauensvotum im Unterhaus verloren.
- Gordon Brown stand im Herbst 2007 kurz davor, eine vorgezogene Wahl zu bewirken. Später sank seine Popularität und Labour verlor die Unterhauswahl am 5. Mai 2010.
- 8. Juni 2017: Premierminister Cameron war nach dem verlorenen Brexit-Referendum im Juli 2016 zurückgetreten und Theresa May war seine Nachfolgerin geworden. May ließ im April 2017 das Unterhaus über Neuwahlen abstimmen; dieses stimmte fast einstimmig zu. Die Tories erhielten 42,2 % der Stimmen und 318 von 650 Sitzen.
- Auf Betreiben von Premierminister Boris Johnson stimmte das Unterhaus am 29. Oktober 2019 einer vorgezogenen Neuwahl zu. Diese fand am 12. Dezember 2019 statt.